# Aleksandar Radunović
Aleksandar Radunović (ur. 9 maja 1980 w Novim Bečeju) – serbski piłkarz grający na pozycji obrońcy, asystent trenera.

## Kariera klubowa
W sezonie 2004/05 reprezentował barwy Korony Kielce (23 mecze w II lidze), w sezonie 2005/06 zaś i rundzie jesiennej sezonu 2006/07 ŁKS Łódź (18 meczów w II lidze).

## Kariera trenerska
27 października 2022 został asystentem trenera Aleksandara Vukovicia w Piaście Gliwice. Wcześniej pełnił taką samą funkcję w Legii Warszawa.